# Alexandre de Cotièon
Alexandre (en grec antic: Ἀλέξανδρος) va ser un mestre de gramàtica de la Grècia romana nascut a Cotièon que va viure al segle ii.
Figura entre els instructors d'un emperador romà del grup dels antonins, probablement Marc Aureli. Va ser també preceptor del retòric Eli Aristides, qui va conservar un discurs, λόγος ἐπιτάφιος, pronunciat per Alexandre.